# Gausfredo II di Rossiglione
Gausfredo, o Gausfred (... – 1074 circa), è stato un nobile franco conte di Rossiglione, dal 1014 sino alla morte.

## Origine
Secondo il documento n°CCXXVI del 7 aprile 1044, del Marca Hispanica sive Limes Hispanicus, era il figlio primogenito del conte di Rossiglione, Guislaberto I e della sua prima moglie, Beliarda, di cui non si conoscono gli ascendenti.
Guislaberto I di Empúries, sempre secondo il documento n°CCXXVI del 7 aprile 1044, del Marca Hispanica sive Limes Hispanicus, era il figlio secondogenito del conte d'Empúries e di Rossiglione, Gausfredo I e della moglie, Ava Guisla, di cui non si conoscono gli ascendenti.

## Biografia
Di Gausfredo II si hanno scarse notizie.
Alla morte di suo padre, Guislaberto I, nel 1014 circa, gli succedette nella contea del Rossiglione come Gausfredo II.
Data la sua giovane età, suo zio, Ugo divenne Ugo I, conte di Empuries e Peralada, cercò di riunire nuovamente la contea di Rossiglione alle sue; ma l'intervento in sua difesa del conte Bernardo I di Besalù e poi l'intervento pacificatore del fratello di Bernardo, l'abate Oliba, vescovo di Vic, portò alla pace definitiva nel 1020.
Nel 1025, prese parte alla consacrazione della chiesa di Saint-Jean le Vieux di Perpignano, assieme a suo fratello Suniario, vescovo di Elne.
Il documenti n° CCII del Marca Hispanica sive Limes Hispanicus, datato 16 gennaio 1030, ci mostra Gausfredo II unitamente a suo fratello, il vescovo Suniario, a suo zio Ugo, conte di Empuries, alla moglie di quest'ultimo, Gisla ed al loro figlio, Ponzio I, portare a termine una vendita al Monastero di Sant Pere de Rodes, facendo riferimento ad una donazione che era stata fatta del nonno, Gausfredo I e dell'altro zio, il vescovo di Elne, Sunyer,
Facendo ancora riferimento al documento n°CCXXVI del 7 aprile 1044, del Marca Hispanica sive Limes Hispanicus, Gausfredo II ed il cugino Ponzio I, conte di Empuries, furono chiamati a testimoniare per una donazione fatta al Monastero di Sant Pere de Rodes dal padre, Guislaberto I, e dal nonno, Gausfredo I.
Verso il 1060, affiancò il figlio primogenito, Guislaberto, nel governo della contea.
Infatti tra il 1065 ed il 1066, Gausfredo II, assieme al figlio, Guislaberto, partecipò al Sinodo di Toulouges, assieme al cugino Ponzio I di Empúries, Guglielmo II di Besalú e Raimondo I di Cerdagna.
Il documenti n° 16 del Preuves delle Histoire générale de Languedoc, Tomus V, ci riporta un'iscrizione nella chiesa di Elne che ci informa che, nel 1069, Gausfredo II con la moglie, Adelaide, partecipò alla consacrazione di un altare a Nostro Signore (Iusserunt hoc altare in honorem Domini Nostri) da parte del vescovo di Elne, suo cugino (figlio di Ugo I di Empúries e fratello di Ponzio) Raimondo.
Gausfredo II viene ancora citato nel documento n° LVI del 1074, del Cartulaire Roussillonais, durante la trattativa tra suo figlio, Guislaberto II ed il cugino, Ponzio I, conte di Empuries.
Di Gausfredo II non si conosce la data esatta della sua morte che viene posta verso la fine del 1074.
Alla sua morte gli succedette il figlio primogenito, Guislaberto II.

## Matrimonio e discendenza
Gausfredo II aveva sposato Adelaide di cui non si conoscono gli ascendenti e da cui ebbe due figli:
- Guislaberto[11] († dopo il 15 settembre 1102), conte di Rossiglione,
- Arnaldo Gausfredo († dopo il 12 aprile 1116), reggente della contea dopo il 1102, che, secondo il documento n°CCCLVI del 12 aprile 1116, del Marca Hispanica sive Limes Hispanicus, fondò la chiesa di San Giovanni a Perpignano[14].

### Fonti primarie
- (LA)  Histoire générale de Languedoc, Tomus V Preuves.
- (LA)  Cartulaire Roussillonais.

### Letteratura storiografica
- Rafael Altamira, Il califfato occidentale, in "Storia del mondo medievale", vol. II, 1999, pp. 477–515
- Louis Halphen, La Francia nell'XI secolo, in «Storia del mondo medievale», vol. II, 1999, pp. 770–806
- Rafael Altamira, La Spagna (1031-1248), in "Storia del mondo medievale", vol. V, 1999, pp. 865–896
- (LA)  Marca Hispanica sive Limes Hispanicus, 1688.